# اندیس کوه جانجا ۲
کوه جانجا ۲ یک اندیس فلزی است که در حوالی شهر خونیک استان سیستان و بلوچستان قرار دارد و مادهٔ معدنی موجود در آن، طلا است.  